# MYLIP
MYLIP (англ. Myosin regulatory light chain interacting protein) – білок, який кодується однойменним геном, розташованим у людей на короткому плечі 6-ї хромосоми. Довжина поліпептидного ланцюга білка становить 445 амінокислот, а молекулярна маса — 49 910.
| 10         |  | 20         |  | 30         |  | 40         |  | 50         |
| ---------- |  | ---------- |  | ---------- |  | ---------- |  | ---------- |
| MLCYVTRPDA |  | VLMEVEVEAK |  | ANGEDCLNQV |  | CRRLGIIEVD |  | YFGLQFTGSK |
| GESLWLNLRN |  | RISQQMDGLA |  | PYRLKLRVKF |  | FVEPHLILQE |  | QTRHIFFLHI |
| KEALLAGHLL |  | CSPEQAVELS |  | ALLAQTKFGD |  | YNQNTAKYNY |  | EELCAKELSS |
| ATLNSIVAKH |  | KELEGTSQAS |  | AEYQVLQIVS |  | AMENYGIEWH |  | SVRDSEGQKL |
| LIGVGPEGIS |  | ICKDDFSPIN |  | RIAYPVVQMA |  | TQSGKNVYLT |  | VTKESGNSIV |
| LLFKMISTRA |  | ASGLYRAITE |  | THAFYRCDTV |  | TSAVMMQYSR |  | DLKGHLASLF |
| LNENINLGKK |  | YVFDIKRTSK |  | EVYDHARRAL |  | YNAGVVDLVS |  | RNNQSPSHSP |
| LKSSESSMNC |  | SSCEGLSCQQ |  | TRVLQEKLRK |  | LKEAMLCMVC |  | CEEEINSTFC |
| PCGHTVCCES |  | CAAQLQSCPV |  | CRSRVEHVQH |  | VYLPTHTSLL |  | NLTVI      |

A: Аланін

C: Цистеїн

D: Аспарагінова кислота

E: Глутамінова кислота

F: Фенілаланін

G: Гліцин

H: Гістидин

I: Ізолейцин

K: Лізин

L: Лейцин

M: Метіонін

N: Аспарагін

P: Пролін

Q: Глутамін

R: Аргінін

S: Серин

T: Треонін

V: Валін

W: Триптофан

Кодований геном білок за функцією належить до трансфераз. 
Задіяний у таких біологічних процесах, як убіквітинування білків, альтернативний сплайсинг. 
Білок має сайт для зв'язування з іонами металів, іоном цинку, іоном заліза. 
Локалізований у клітинній мембрані, цитоплазмі, мембрані.